# أولاليا جالبارياتو
أولاليا جالبارياتو جارثيا كاتبة ومترجمة إسبانية، ولدت فى مدريد، وتوفيت في 12 من فبراير عام 1904، وتوفيت 15 من نوفمبر عام 1997. كانت المرشح النهائى لجائزة نادال لروايتها "الظلال الخمس". فى عام 1954 حصلت على جائزة المعالجة السينمائية، وذلك لعمل تصوير سينمائي مقتبس من روايتها القصيرة "جذور تحت الماء". تزوجت أيضا من الكاتب والفيلسوف داماسو ألونسو.